# Gil Roman
 (février 2024).
Si vous disposez d'ouvrages ou d'articles de référence ou si vous connaissez des sites web de qualité traitant du thème abordé ici, merci de compléter l'article en donnant les références utiles à sa vérifiabilité et en les liant à la section « Notes et références ».
Œuvres principales
L’Habit ne fait pas le moine (1995, Lausanne)
Réflexion sur Béla (1997, Lausanne).
Gil Roman, né à Alès le 29 novembre 1960, est un danseur et chorégraphe français, directeur du Béjart Ballet Lausanne de 2007 à 2024, succédant à Maurice Béjart jusqu'en 2024.

## Biographie
Gil Roman commence la danse à Montpellier à l’âge de sept ans. Il s’inscrit par la suite à l'« Académie Princesse Grâce de Monte-Carlo », avant de rejoindre le Centre International de Cannes. C’est en 1979 que le danseur intègre le Ballet du XXe siècle de Maurice Béjart.
Au début des années 1980, Gil Roman danse « Adagietto », puis, désormais, participe à toutes les œuvres de Béjart. Dès 1983, il est révélé par son personnage central dans « Messe pour le temps futur » et s’illustre par la suite dans « Dibouk », « Ring um den Ring », « Pyramide », « Le Mandarin merveilleux » ou « La Route de la soie ». Gil Roman est également un chorégraphe accompli, qui a notamment signé les chorégraphies « L’Habit ne fait pas le moine » (1995, Lausanne) et « Réflexion sur Béla » (1997, Lausanne).
Dans son livre « Maurice Béjart, L’univers d’un chorégraphe », Jean-Pierre Pastori relève : « Se détachant progressivement de l'influence de son mentor [...], Gil Roman adopte un ton personnel marqué par une gestuelle enfiévrée, la richesse d'images souvent surréalisantes et un humour à fleur de peau. Autant de créations qui enrichissent et diversifient le répertoire de ce qui est devenu sa compagnie ».
Depuis 1993, Gil Roman est directeur-adjoint du Béjart Ballet Lausanne. Il succède à Maurice Béjart à la tête de ce dernier en 2007.
Début 2008, Gil Roman est nommé directeur du Béjart Ballet Lausanne, selon le vœu de Maurice Béjart. « Je ne vois que lui pour continuer, préserver, posséder mon œuvre et mes ballets... nul autre ». La présidence des deux fondations propriétaires des droits chorégraphiques lui est également confiée. Gil Roman entretient le répertoire béjartien, non un copiste, mais - conformément à ce que préconise Béjart - comme un chorégraphe apte à «nettoyer» les ballets d’éventuelles scories ».
En 2014, la Fondation vaudoise pour la culture lui décerne son Prix du rayonnement.
C'est en 2021 que les médias annoncent une large affaire de dénigrement, d'insultes, de trafic de drogue au sein du Béjart Ballet Lausanne. Gil Roman est au cœur des critiques. Un audit est lancé par le Conseil de la Fondation Béjart Ballet Lausanne. La présidente du conseil de fondation souligne alors : « Il (l’audit) pointe aussi Gil Roman et sa façon parfois inadmissible de s’adresser à ses interprètes. Je connais bien Gil Roman et je suis convaincue qu’il ne voulait pas blesser à travers ces paroles (…). Mais toutes les autres allégations contre lui n’ont pas été retenues ». En conséquence, Gil Roman, dont les extraordinaires qualités artistiques sont rappelées, reste directeur artistique de la compagnie.
En février 2024, il est licencié pour avoir invité en janvier à des représentations à l'Opéra Garnier, Paris, l'ancien directeur de production qui avait été congédié avec effet immédiat à la suite de témoignages concordants sur des comportements inappropriés, plusieurs danseuses l'ayant accusé de harcèlement sexuel.
La Présidente de la Fondation Maurice Béjart rappelle en décembre 2024: «Il est temps de démentir que Gil Roman ait été démis de ses fonctions pour «harcèlement ; ce terme est apparu dans la presse à diverses reprises, alors que Gil n’a jamais été accusé dans l’audit qui a occasionné sa chute, de quoi que ce soit d’autre que son caractère emporté et sa manière d’envisager le métier de danseur sans aucune concession». C’est la raison pour laquelle un contrat de consultant lui a été proposé par la Fondation Maurice Béjart, à charge pour lui de remonter, au coup par coup, certains ballets qu’il connaît mieux que quiconque, tel «Casse-noisette» récemment à Tokyo. Gil Roman a à son actif 45 années de service, à compter de son engagement comme danseur en 1979, puis comme co-directeur et enfin comme directeur. Une haute fidélité envers celui qu’il a toujours tenu pour son maître.

## Répertoire
Gil Roman a été l'interprète de plusieurs ballets

### Cirque Royal, Bruxelles
- Light,1981
- La Flûte enchantée, 1981
- L'histoire du soldat, 1982
- Messe pour le temps futur, 1983
- Malraux ou la métamorphose des Dieux, 1986

### Palais des sports,
- Adagietto, Bordeaux, Palais des Sports, 1982
- Dionysos, Paris, Palais des Sports, 1984

### Théâtre du Châtelet, Paris
- Wien, Wien, nur du allein, Paris, 1983
- Le Concours, Paris, 1985

### Palais des Congrès, Paris
- Sept danses grecques, 1984
- La Mort subite, mai1991

### Roubaix
- Symphonie pour un homme seul, Roubaix, 1985

### Théâtre de Beaulieu, Lausanne
- Cantique, 1987
- Zarathoustra, Lausanne, 2004
- La vie du danseur racontée par Zig et puce, 2006
- Le Tour du monde en 80 minutes, 2007
- Fauves, chorégraphie : J.-C. Maillot, 2008
- Swan Song, 2017

### Théâtre Binyanei Ha'uma, Jérusalem
- Dibouk, 1988

### Théâtre Bunka Kaikan
- Piaf, Tokyo,1988
- Grand Palais, Paris
- 1789... et nous, Bicentenaire de la Révolution, 1989

### Deutsche Oper Berlin, Berlin
- Ring um den Ring, 1990

### Opéra, Le Caire
- Pyramide El Nour, 1990

### Halle des fêtes de Beaulieu, Lausanne
- La Tour, juin 1991

### Voksoper, Vienne
- Tod in Wien, 1991

### Recklinghausen, Ruhrfestspiele Recklinghausen Europäisches Festival
- Mr C…, 1992

### Théâtre Vidy, Lausanne
- A-6-Roc, pièce de théâtre écrite par Maurice Béjart, 1992

### Salle Métropole, Lausanne
- La Crucifixion, 1992
- Opéra, 1992
- Le Mandarin merveilleux, 1992
- Iokanaan, 2003
- Soirée 6 personnages en quête d’un danseur, 2004

### Théâtre National de Chaillot, Paris
- Shéhérazade, 1993

### Salle Métropole, Lausanne
- L’habit de fait pas le moine, Création collective dirigée par Gil Roman et Grégory Metzger, 1996
- Le Presbytère n’a rien perdu de son charme ni le jardin de son éclat, 1996
- Juan y Teresa, Lausanne, Gil Roman et Marie-Claude Pietragalla, 1997

### Recklinhausen
- Messe pour le temps présent, 1996

### Théâtre Bunka Kaikan, Tokyo
- La Voix, Tokyo, 1997

### Théâtre Bolchoï, Moscou
- MutationX, Moscou, 1998

### Espace Odysée,
- Dialogue de l’ombre double, pour Christine Blanc et Gil Roman, 1998

### Théâtre Regio, Turin
- Casse-Noisette, 1998

### Théâtre Postmoderne, Kiev
- Le Manteau, 1999

### Théâtre Gabriel, Versailles
- Enfant Roi, 2000

### Les Nuits de Fourvières, Lyon
- Lumière (Brel et Barbara), 2001

### Théâtre Bunka Kaikan, Tokyo
- La Mort du Tambour, 2002

### NHK Hall, Tokyo
- La IXème Symphonie, 2014

## Chorégraphies
- L’Habit ne fait pas le moine », 1995, Lausanne
- Réflexion sur Béla, 1997, Lausanne
- Echographie d'une baleine, 1998
- Le Casino des esprits, 2004
- Aria, 2008
- Syncope, 2010
- Là où sont les oiseaux, 2011
- L’Intruse, 2012
- Anima Blues, 2013
- Kyôdai, 2014
- Tombée de la dernière pluie, 2015
- Impromptu pour Perelada, 2015
- T’m et variation, 2016
- Dixit, 2017
- Tous les hommes presque toujours s’imaginent, 2019
- Basso continuum, 2020
- Alors on dance, 2022
- Nivagation, 2023

## Cinéma
- Paradoxe sur le comédien, août 1991[10]

## Récompenses et distinction
Gil Roman a reçu de nombreux prix et distinctions  : 

### Prix
- 2005 Danza & Danza Award du meilleur danseur pour son interprétation de Jacques Brel dans le ballet Brel et Barbara,
- 2006 Nijinsky Award décerné par le Monaco Dance Forum,
- 2014 Prix du rayonnement de la Fondation vaudoise pour la culture,
- 2014 Prix spécial du Festival des arts de Shanghai,
- 2015 remise à Lucerne du Maia Plissetskaia Award, du nom de la célèbre danseuse russe disparue le 2 mai 2015 à l'âge de 89 ans - ce prix récompense l'ensemble de la carrière de Gil Roman (2015),

### Distinction
- 2015 remise des insignes de chevalier dans l'Ordre national du Mérite de la République française

### Sources
- https://www.24heures.ch/notre-cur-restera-toujours-au-bbl-pourquoi-vouloir-le-couler-479587134289
- https://www.lemonde.fr/culture/article/2008/07/17/graves-accusations-contre-gil-roman-le-directeur-du-bejart-ballet-de-lausanne_1074426_3246.html
- https://www.rts.ch/info/culture/1166126-du-rififi-au-bejart-ballet-lausanne.html
- « Gil Roman », sur la base de données des personnalités vaudoises sur la plateforme « Patrinum » de la Bibliothèque cantonale et universitaire de Lausanne.
- Gil Roman présente 'Le voyage autour du monde' de Maurice Béjart. - swissinfo
- 24 Heures, 2008/05/09, p. 40 avec photographie
- François Paolini, Gil Roman : je danse ma vie, Lausanne : Béjart Ballet Lausanne, 2007
- INTERVIEW DE GIL ROMAN - Actualité Théâtre - EVENE

### Vidéographie
- 1991, Paradoxe sur le comédien, réalisé par Maurice Béjart
- 2010, Le Cœur et le courage, documentaire de Arantxa Aguirre, qui a suivi le Béjart Ballet Lausanne et Gil Roman après le décès de Maurice Béjart. Ce documentaire renferme plusieurs extraits de ballets : Adagietto, Le Tour du Monde en 80 minutes et la première création de Gil Roman en tant que directeur artistique du Béjart Ballet Lausanne, Aria.
- 2011 : Syncope, chorégraphie de Gil Roman, filmée en 3D par Philippe Nicolet
- 2012, Le Béjart Ballet Lausanne au Palais Garnier, réalisé par Arantxa Aguirre
- 2013, Le BBL en tournée en Chine, réalisé par Arantxa Aguirre
- 2016, Dancing Beethoven, documentaire d’Arantxa Aguirre
- 2017 : Gil Roman, « Je viens de la danse, je viens de là », dans Plans-Fixes